# Tyrone, Pennsylvania
Tyrone là một thị trấn thuộc quận Blair, tiểu bang Pennsylvania, Hoa Kỳ. Năm 2010, dân số của thị trấn này là 5477 người.